# 잔 드리는 자

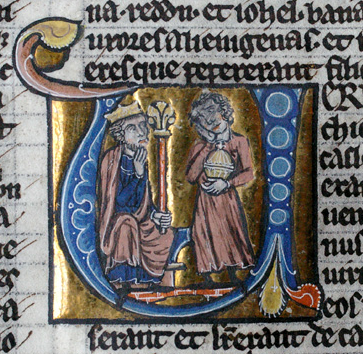
페르시아 궁정의 잔 드리는 자가 된 느헤미야를 묘사한 중세 채식필사본.

잔 드리는 자(영어: cup-bearer)는 서양 궁정문화에서 왕실 식탁에 마실 것을 따라주는 직책이었다. 독살에 대한 우려 때문에 잔 드리는 자는 언제나 군주가 믿을 수 있는 총신을 임명했고, 그 자체로 상당한 고위직이었다.
잔 드리는 자의 개념은 고대로부터 나타났다. 고대 이집트에서부터 잔 드리는 자를 의미하는 신성문자가 있었고(기원전 196년 로제타석), 성경에서는 느헤미야가 아르타크세르크세스 1세의 잔 드리는 자가 되었다고 한다. 그리스 신화에서도 헤베와 가니메데가 올림포스의 잔 드리는 자 역할을 한다.

## 같이 보기
- 바텐더
- 시식시종
- 소믈리에